# Copa América 1939
De Copa América 1939 (eigenlijk Zuid-Amerikaans voetbalkampioenschap 1939, want de naam 'Copa América' wordt pas vanaf 1975 gedragen) was een toernooi gehouden in Lima, Peru van 15 januari tot 12 februari 1939.
De deelnemende landen waren Chili, Ecuador (1ste keer), Paraguay, Peru en Uruguay. Colombia, Argentinië, Bolivia en Brazilië trokken zich terug.

## Deelnemende landen
| Land     | Aantal deelnames | Huidig aantal deelnames op rij | Vorige deelname |
| -------- | ---------------- | ------------------------------ | --------------- |
| Chili    | 10de             | 3                              | 1937            |
| Ecuador  | 1ste             | 1                              | -               |
| Paraguay | 9de              | 2                              | 1937            |
| Peru (g) | 5de              | 5                              | 1937            |
| Uruguay  | 14de             | 6                              | 1937            |

- (g) = gastland

## Stadion
| Lima                                         |
| -------------------------------------------- |
| Estadio Nacional del Perú Capaciteit: 40.000 |
| · Lima                                       |

## Scheidsrechters
De organisatie nodigde in totaal 4 scheidsrechters uit voor 10 duels. Tussen haakjes staat het aantal gefloten duels tijdens de Copa América 1939.

## Eindstand
| Land     | Wed | Win | Gel | Ver | DV | DT | +/− | Pnt |
| -------- | --- | --- | --- | --- | -- | -- | --- | --- |
| Peru     | 4   | 4   | 0   | 0   | 13 | 4  | +9  | 8   |
| Uruguay  | 4   | 3   | 0   | 1   | 13 | 5  | +8  | 6   |
| Paraguay | 4   | 2   | 0   | 2   | 9  | 8  | +1  | 4   |
| Chili    | 4   | 1   | 0   | 3   | 8  | 12 | –4  | 2   |
| Ecuador  | 4   | 0   | 0   | 4   | 4  | 18 | –14 | 0   |

## Wedstrijden
Elk land moest één keer tegen elk ander land spelen. De puntenverdeling was als volgt:
- Twee punten voor winst'
- Één punt voor gelijkspel
- Nul punten voor verlies

|                                    |                                            |       |           |                                                      |
| 15 januari 1939 «onderlinge duels» | Paraguay                                   | 5 – 1 | Chili     | Estadio Nacional, Lima Scheidsrechter: Alberto March |
| 15 januari 1939 «onderlinge duels» | Godoy 10', 24' Barrios 47', 75' Aquino 88' |       | Sorrel 8' | Estadio Nacional, Lima Scheidsrechter: Alberto March |

|                                    |                                               |       |                  |                                                    |
| 15 januari 1939 «onderlinge duels» | Peru                                          | 5 – 2 | Ecuador          | Estadio Nacional, Lima Scheidsrechter: Carlos Puyo |
| 15 januari 1939 «onderlinge duels» | T. Fernández 6', 34', 77' J. Alcalde 16', 58' |       | Alcívar 55', 89' | Estadio Nacional, Lima Scheidsrechter: Carlos Puyo |

|                                    |                                                 |       |         |                                                       |
| 22 januari 1939 «onderlinge duels» | Uruguay                                         | 6 – 0 | Ecuador | Estadio Nacional, Lima Scheidsrechter: Enrique Cuenca |
| 22 januari 1939 «onderlinge duels» | Porta 22' S. Varela 53', 55', 81' Lago 65', 70' |       |         | Estadio Nacional, Lima Scheidsrechter: Enrique Cuenca |

|                                    |                                             |       |               |                                                     |
| 22 januari 1939 «onderlinge duels» | Peru                                        | 3 – 1 | Chili         | Estadio Nacional, Lima Scheidsrechter: Carlos Puyol |
| 22 januari 1939 «onderlinge duels» | T. Fernández 46', 65' (pen.) J. Alcalde 80' |       | Domínguez 55' | Estadio Nacional, Lima Scheidsrechter: Carlos Puyol |

|                                    |                                         |       |                   |                                                       |
| 29 januari 1939 «onderlinge duels» | Uruguay                                 | 3 – 2 | Chili             | Estadio Nacional, Lima Scheidsrechter: Enrique Cuenca |
| 29 januari 1939 «onderlinge duels» | S. Varela 11' Camaití 30' Chirimini 73' |       | Muñoz 3' Luco 39' | Estadio Nacional, Lima Scheidsrechter: Enrique Cuenca |

|                                    |                                      |       |          |                                                       |
| 29 januari 1939 «onderlinge duels» | Peru                                 | 3 – 0 | Paraguay | Estadio Nacional, Lima Scheidsrechter: Alfredo Vargas |
| 29 januari 1939 «onderlinge duels» | T. Fernández 11', 30' J. Alcalde 78' |       |          | Estadio Nacional, Lima Scheidsrechter: Alfredo Vargas |

|                                    |                                             |       |            |                                                     |
| 5 februari 1939 «onderlinge duels» | Chili                                       | 4 – 1 | Ecuador    | Estadio Nacional, Lima Scheidsrechter: Carlos Puyol |
| 5 februari 1939 «onderlinge duels» | Toro 6' Avendaño 15', 79' Sorrel 19' (pen.) |       | Arenas 35' | Estadio Nacional, Lima Scheidsrechter: Carlos Puyol |

|                                    |                                         |       |             |                                                       |
| 5 februari 1939 «onderlinge duels» | Uruguay                                 | 3 – 1 | Paraguay    | Estadio Nacional, Lima Scheidsrechter: Enrique Cuenca |
| 5 februari 1939 «onderlinge duels» | Lago 14' S. Varela 40' (pen.) Porta 66' |       | Barrios 59' | Estadio Nacional, Lima Scheidsrechter: Enrique Cuenca |

|                                     |                                 |       |            |                                                       |
| 12 februari 1939 «onderlinge duels» | Paraguay                        | 3 – 1 | Ecuador    | Estadio Nacional, Lima Scheidsrechter: Enrique Cuenca |
| 12 februari 1939 «onderlinge duels» | Mingo 4' Godoy 61' Barreiro 63' |       | Arenas 75' | Estadio Nacional, Lima Scheidsrechter: Enrique Cuenca |

|                                     |                           |       |           |                                                       |
| 12 februari 1939 «onderlinge duels» | Peru                      | 2 – 1 | Uruguay   | Estadio Nacional, Lima Scheidsrechter: Alfredo Vargas |
| 12 februari 1939 «onderlinge duels» | J. Alcalde 7' Bielich 35' |       | Porta 44' | Estadio Nacional, Lima Scheidsrechter: Alfredo Vargas |

|                           |
| Vlag van Peru (1825-1950) |
| PERU 1ste titel           |

## Doelpuntenmakers
7 doelpunten
- T. Fernández

5 doelpunten
- J. Alcalde
- Varela

3 doelpunten
- Godoy
- Barrios
- Lago
- Porta

2 doelpunten
- Avendaño
- Sorrel
- Alcívar
- Manuel Arenas

1 doelpunt
- Domínguez
- Luco
- Muñoz
- Toro

- Aquino
- Barreiro
- Mingo
- Bielich

- Camaití
- Chirimini

1916 · 
1917 · 
1919 · 
1920 · 
1921 · 
1922 · 
1923 · 
1924 · 
1925 · 
1926 · 
1927 · 
1929 · 
1935 · 
1937 · 
1939 · 
1941 · 
1942 · 
1945 · 
1946 · 
1947 · 
1949 · 
1953 · 
1955 · 
1956 · 
1957 · 
1959 · 
1959 · 
1963 · 
1967 · 
1975 · 
1979 · 
1983 · 
1987 · 
1989 · 
1991 · 
1993 · 
1995 · 
1997 · 
1999 · 
2001 · 
2004 · 
2007 · 
2011 · 
2015 · 
2016 ·
2019 ·
2021 ·
2024